# Eumeta nietneri
Eumeta nietneri är en fjärilsart som beskrevs av Felder 1874. Eumeta nietneri ingår i släktet Eumeta och familjen säckspinnare. Inga underarter finns listade i Catalogue of Life.